# Polycaon fils de Lélex
Pour les articles homonymes, voir Polycaon.
Dans la mythologie grecque, Polycaon, fils de Lélex (roi de Laconie) et de Cléocharie, est le premier roi de Messénie.
Il est le frère de Mylès et l'époux de Messèné.
Fils cadet ne pouvant espérer une part du royaume de son père, Polycaon décide sur les conseils de sa femme de créer son propre royaume. Accompagné de gens d'Argos et de Lacédémone, il fonde la ville d'Andania et colonise la région du Péloponnèse à laquelle il donne le nom de Messénie.

## Source
- Pausanias, Description de la Grèce [détail des éditions] [lire en ligne] (III, 1, 1 ; IV, 1, 1 ; IV, 1, 5).